# Masataka Ogawa
Masataka Ogawa (jap. 小川 正孝 Ogawa Masataka; ur. 21 lutego 1865, zm. 11 lipca 1930) – japoński chemik, mineralog i metalurg, znany z ogłoszenia odkrycia pierwiastka, który nazwał nipponium.
Ukończył studia z zakresu mineralogii (chemii nieorganicznej) na Uniwersytecie Tokijskim, następnie studiował chemię nieorganiczną w Londynie (w University College London). Po ukończeniu studiów pozostał na tej uczelni, obejmując posadę asystenta Williama Ramsaya W swojej pracy zajmował się zastosowaniem molibdenu jako dodatku do stali stopowych (poprawa twardości). Wśród badanych zagadnień była analiza spektralna próbki nieznanego wówczas minerału, który w 2004 został zidentyfikowany i nazwany tarkianitem (Cu,Fe)(Re,Mo)4S8. 
Ogawa podejmował próby opracowania metody izolowania czystego molibdenu, w czasie których wyizolował niewielką ilość nieznanej substancji. Próbka była niewystarczająco duża do przeprowadzenia dokładnych badań. Mimo to Ogawa ogłosił, że odkrytą substancją jest pierwiastek 43. Odkrycie zostało opublikowane w 1909 roku, ukazała się również notka w Journal of the American Chemical Society, a nowy pierwiastek otrzymał nazwę nipponium. Za tę pracę uzyskał stopień naukowy doktora. 
W 1914 roku wyniki badań zostały podważone, ponieważ eksperyment Ogawy nie został powtórzony przez innych naukowców (poza nim samym i jego synem), a ponadto analiza widmowa minerału nie zawierała pasm charakterystycznych dla pierwiastka 43.
Obecnie uznaje się, że chociaż Ogawa nie zidentyfikował pierwiastka 43 (ostatecznie wyizolowanego w 1937), wyizolował śladowe ilości pierwiastka 75, otrzymanego w ilości przynajmniej 1 grama w 1925 roku i nazwanego renem.